# AC Omonia
AC Omonia (grekiska: Αθλητικός Σύλλογος Ομόνοια Λευκωσίας) (engelska: Athletic Club Omonia Nicosia) är en cypriotisk idrottsklubb från huvudstaden Nicosia, grundad 1948. Omonia är främst inriktad på fotboll men har också sektioner för basket, volleyboll, futsal och cykling. Klubben är landets mest meriterade klubb tillsammans med APOEL. Man har vunnit den inhemska ligan 20 gånger, den inhemska cupen 14 och den inhemska supercupen 15 gånger. Klubben har också vunnit fem inhemska dubblar (ligatiteln och cuptiteln samma säsong), vilket är rekord på Cypern. APOEL FC har vunnit 21 ligatitlar. Men hälften av dem kom mellan åren 1935 och 1953, innan grundandet av AC Omonia då Omonia-spelare fortfarande spelade för APOEL. Cypriotiska fotbollsförbundet förklarade dem som 2000-talets lag. Omonia är det enda laget som har vunnit den cypriotiska cupen 4 gånger i rad, mellan åren 1980 och 1983.

## Historia
AC Omonia grundades år 1948 i samband med det grekiska inbördeskriget. Det grekiska amatöridrottsförbundet SEGAS som var den officiella idrottsmyndigheten i Grekland, krävde att alla idrottsklubbar och tävlande skrev under ett uttalande som fördömde. Klubben APOEL:s styrelse skrev under detta, och de spelare som protesterade mot det uteslöts ur klubben. Den 17 juni 1948 hölls första mötet som grundade den nya klubben med bland annat de uteslutna spelarna, och den fick namnet Omonia.

### 1950-talet
Efter att ha gått med i den cypriotiska högstaligan år 1953 lyckades Omonia komma på en sjunde plats av totalt nio lag under sin första säsong. Under detta decennium var klubbens bästa placering säsongen 1956–1957 när de kom på en tredje plats.

### 1960-talet
Efter ett halvdant decennium under 1950-talet gjorde Omonia göra sin bästa säsong då man 1959–1960 slutade på en andra plats, endast 1 poäng bakom mästarna Anorthosis Famagusta. Mer motiverade än någonsin, året därpå, efter bara 7 säsonger i ligan, vann Omonia sin första titel säsongen 1960–1961. Omonia imponerade rejält den säsongen och nätade 91 mål på 24 matcher efter sin första ligatitel. Omonia fortsatte att imponera då man vann sin andra titel säsongen 1965–1966.

### 1970-talet
Under 1970-talet hade Omonia etablerat sig som ett storlag att räkna med. Under ledning av en ung Sotiris Kaiafas tog Omonia 7 cypriotiska ligatitlar med start 1972. Sen forsade pokalerna när man blev ligasegrare åren 1974, 1975, 1976, 1977, 1978 och 1979. Vid decenniets slut hade Omonia överträffat antalet titlar som vunnits av Anorthosis Famagusta som bildades 1911 (nästan 40 år före grundandet av Omonia). Omonia var också på god väg att fånga sin rival, APOEL, som också hade ett 13 års försprång på Omonia. Sotiris Kaiafas blev skyttekung på Cypern säsongerna 1971–1972, 1973–1974, 1975–1976, 1976–1977, 1978–1979, 1980–1981, 1982–1983 och 1983–1984. År 1976 vann Sotiris Kaiafas europeiska guldskon för sina 36 mål den säsongen. År 2003 tilldelades han priset Den bästa cypriotiska fotbollsspelaren någonsin.

### 1980-talet
Omonia vann ytterligare sju cypriotiska ligatitlar. På 1980-talet hade till slut Omonia överträffat både Anorthosis Famagusta och APOEL för de flesta titlarna i Cyperns historia. I 20 års tid (mellan 1970 och 1990) hade Omonia vunnit 14 cypriotiska ligatitlar.

### 1990-talet
1990-talet skulle visa sig vara mindre givande än de tidigare två decennierna. Under denna tid vann Omonia bara en enda ligatitel, den kom säsongen 1992–1993. Det skulle ta åtta långa år innan Omonia tog sin nästa titel. Den enda strimman av hopp kom 1997 efter stjärnvärvningen tysken Rainer Rauffmann. Rauffmann blev ett känt namn i den långa raden av Omoniaspelare. Med hjälp av Kostas Malekkos och en ung kapten Kostas Kaiafas (son till Sotiris Kaiafas), blev Rainer Rauffmann skyttekung i den cypriotiska högstaligan säsongerna 1997–1998, 1998–1999, 1999–2000 och 2000–2001. Trots Rauffmanns framgång vann inte Omonia någon titel.

### 2000-talet
Efter åtta dåliga säsonger började 2000-talet i rätt fotspår. Omonia firade sin 18:e ligatitel år 2001. Med Kostas Kaiafas som kapten vann Omonia sin 19:e ligatitel två år senare. 
2008 togs Omonia över av den nye ägaren Miltiades Neofytou.

### 2009–2010
2006 värvade man cypriotiska landslagets målvakt Antonis Georgallides. Omonia fortsatte sina stjärnspäckade värvningar genom att köpa cypriotiska stjärnor som hade spelat i utlandet såsom Elias Charalambous och Stathis Aloneftis. Omonia gjorde sedan stora rubriker med värvningen av den främste målgöraren i cypriotisk landslagströja, Michalis Konstantinou. Under 2009 köpte Omonia också en annan cypriotisk stjärna, Constantinos Makrides, samt 21-åriga Dimitris Christofi och 20-åringen Georgios Efrem. Efrem, som hade spelat i Arsenals ungdomslag och i det skotska laget Rangers var den sista bit i pusslet som behövdes för att vinna en 20:e cypriotisk ligatitel. Under säsongen 2009–2010, under ledning av nya kaptenen Elias Charalambous, förlorade Omonia inte ett enda derby, inklusive slutspelets matcher mot APOEL, Anorthosis Famagusta och Apollon. Efter att ha besegrat sin rival APOEL tre gånger i följd blev Omonia säsongen 2009–2010 ligamästare för 20:e gången.

### 2010–2011
Omonia kunde inte upprepa föregående säsong och fick nöja sig med en andra plats, trots värvningen av ytterligare en ung cypriotisk stigande stjärna, Andreas Avraam. Men laget fick avsluta säsongen på ett positivt sätt. Under tillfällige tränaren Neophytos Larkous ledning besegrade laget Apollon i finalen av den inhemska cupen och vann sin 13:e cuptitel.

### 2011–2012
Omonia hade en av sina svåraste säsonger men lyckades vinna sin 14:e Coca-Cola Cup då Andre Alves gjorde det vinnande målet mot AEL Limassol på ett fullsatt GSP Stadium.

## Placering senaste säsonger
| Säsong  | Nivå | Liga           | Placering | Referens | Notering |
| ------- | ---- | -------------- | --------- | -------- | -------- |
| 2007/08 | 1    | First Division | 3         | [ 2 ]    |          |
| 2008/09 | 1    | First Division | 2         | [ 3 ]    |          |
| 2009/10 | 1    | First Division | 1         | [ 4 ]    |          |
| 2010/11 | 1    | First Division | 2         | [ 5 ]    |          |
| 2011/12 | 1    | First Division | 2         | [ 6 ]    |          |
| 2012/13 | 1    | First Division | 3         | [ 7 ]    |          |
| 2013/14 | 1    | First Division | 5         | [ 8 ]    |          |
| 2014/15 | 1    | First Division | 4         | [ 9 ]    |          |
| 2015/16 | 1    | First Division | 4         | [ 10 ]   |          |
| 2016/17 | 1    | First Division | 5         | [ 11 ]   |          |
| 2017/18 | 1    | First Division | 6         | [ 12 ]   |          |
| 2018/19 | 1    | First Division | 6         | [ 13 ]   |          |
| 2019/20 | 1    | First Division | p.        | [ 14 ]   | pandemin |
| 2020/21 | 1    | First Division | 1         | [ 15 ]   |          |
| 2021/22 | 1    | First Division | 7         | [ 16 ]   |          |
| 2022/23 | 1    | First Division | 6         |          |          |

## Spelartrupp
Uppdaterad: 17 september 2019

## Meriter

### Fotboll
- Cypriotiska högstaligan
  - Vinnare (21): 1961, 1966, 1972, 1974, 1975, 1976, 1977, 1978, 1979, 1981, 1982, 1983, 1984, 1985, 1987, 1989, 1993, 2001, 2003, 2010, 2021
- Cypriotiska cupen
  - Vinnare (16): 1965, 1972, 1974, 1980, 1981, 1982, 1983, 1988, 1991, 1994, 2000, 2005, 2011, 2012, 2022, 2023
- Cypriotiska supercupen
  - Vinnare (16): 1966, 1979, 1980, 1981, 1982, 1983, 1987, 1988, 1989, 1991, 1994, 2001, 2003, 2005, 2010, 2012

## Klubbrekord
- Största vinsten: 11-0 v Doxa Katokopia, Liga, 17 januari 2004
- Största europeiska vinsten: 6-1 v FC Differdange 03, Champions Cup, omgång 1, 3 oktober 1979
- Största förlusten: 0-10 v Ajax Amsterdam, Champions Cup, omgång 1, 24 oktober 1979
- Största förlusten: 1-7 v AEL Limassol, 1953-54
- Flest liga poäng (2 för vinst): 54, 1976-77
- Flest liga poäng (3 för vinst): 67, 1998-99
- Flest liga mål: 91, 1960-61
- Flest obesegrade ligamatcher: 46, 29 januari 1984 - 14 december 1985
- Flest matcher : 503 Andreas Kanaris
- Flest mål : 321 Sotiris Kaiafas
- Flest mål i en match: 8 Rainer Rauffmann v Anagennisis Deryneia, 1998
- Flest mål i en liga säsong: 44 Sotiris Kaiafas, 1976-77